# Нижнегорский (Самарская область)
Нижнегорский — посёлок в Кинель-Черкасском районе Самарской области в составе сельского поселения Тимашево.

## География
Находится у железнодорожной ветки Кротовка-Серные Воды на расстоянии примерно 23 километра по прямой на юго-запад от районного центра села Кинель-Черкассы.

## Население
Постоянное население составляло 189 человек (русские 76 %) в 2002 году, 181 в 2010 году.